# Fontaines de Mende
La ville de Mende, chef-lieu du département de la Lozère, et ancienne capitale du Gévaudan, est réputée pour ses nombreuses fontaines publiques. La ville est en effet située au-dessus de nombreuses sources et des canaux souterrains transmettent l'eau aux différentes fontaines.

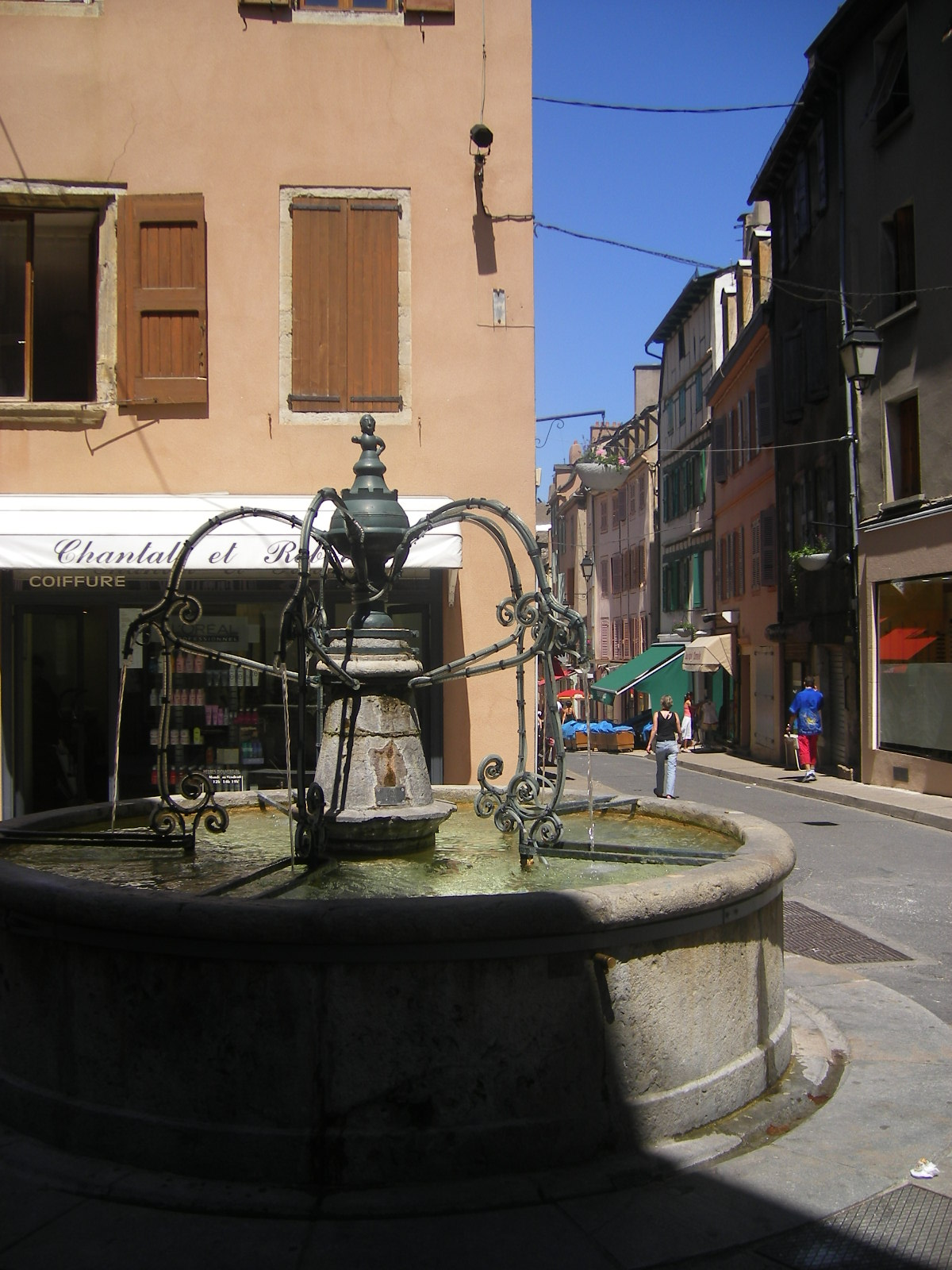
La fontaine du Griffon - Fontaine de Soubeyran

## Fontaine du Griffon
Cette fontaine, située sur la place éponyme, est une des plus connues de la ville. Elle s'appelait fontaine Griffon de Soubeyran.

## Fontaine de la Vierge Noire
La Vierge Noire est un vestige des croisades et préservée en la basilique-cathédrale Notre-Dame et Saint-Privat. Elle est très vénérée dans la ville depuis des siècles.

## Le lavoir des Calquières

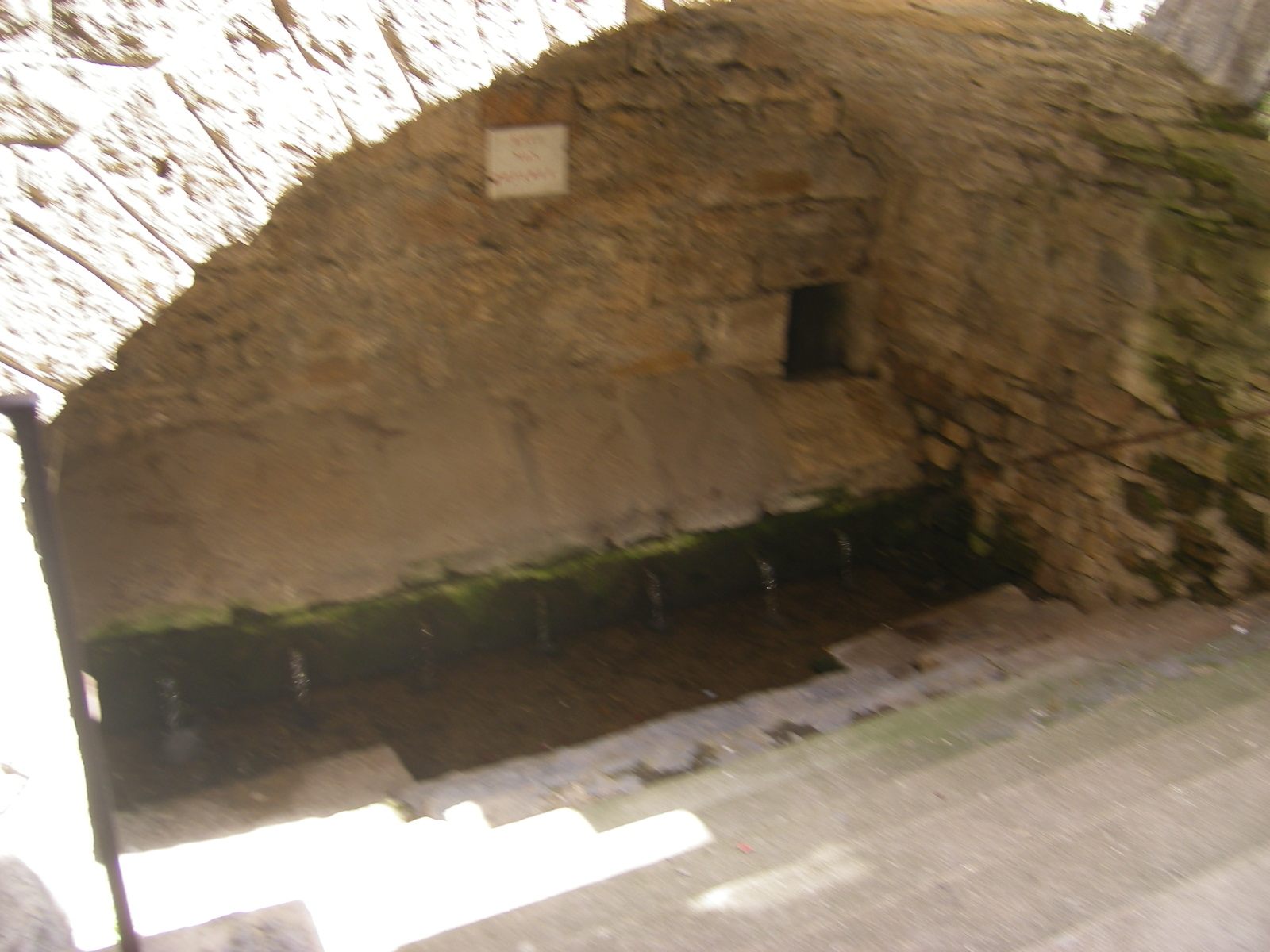
Le lavoir des calquières

Le lavoir des Calquières est situé en bas de la rue d'Angiran, et est alimenté en eau par le même réseau que les fontaines. Il est classé monument historique.